# Sørfjorden (Osterøy)
 For alternative betydninger, se Sørfjorden. (Se også artikler, som begynder med Sørfjorden)
Sørfjorden er en af de tre fjorde der går rundt om Osterøy i Vestland fylke i Norge.
Fjorden strækker sig fra Veafjorden i øst til Osterfjorden i nord. Langs Sørfjorden ligge en byer og bygder som Bruvik, Vaksdal, Trengereid, Havretunet, Haus, Garnes, Votlo, Ytre Arna, Hylkje, Breistein, Valestrandsfossen, Steinestø og Hamre.
Før Osterøybroen blev åbnet i 1997, var der to færgeforbindelser over fjorden: Haus-Garnes og Valestrandsfossen-Breistein. I dag er kun sidstnævnte i drift som færgeforbindelse over Sørfjorden.